# Luigi Gianella
Luigi Gianella, aussi appelé Louis, Luis ou Lodovico (né avant 1778 et mort en 1817 à Paris) est un compositeur et flûtiste d'origine probablement italienne.

## Biographie
La vie de Luigi Gianella n'est que partiellement connue. Probablement originaire d'Italie, il est pour la première fois mentionné en 1790, quand deux de ses Balli sont présentés à la Scala de Milan. Sur le livret que l'on croyait perdu, de sa cantate scénique jouée en 1800 à Padoue Arianna in Nasso, il est présenté comme un professeur de flûte renommé. Lors d'un concert commémoratif à la mémoire de Domenico Cimarosa a été joué en janvier 1801 un concerto pour flûte de Gianella, le Concerto lugubre. Peu de temps après, il part pour Paris, où il se  produit comme flûtiste soliste dans différents théâtres de la ville, comme le « Théâtre de la rue de la Victoire. » L'année 1803 a vu la création à Paris de son premier opéra, L'officier cosaque.

## Œuvres
Gianella a composé plusieurs opéras et ballets. Mais surtout nous sont parvenues de nombreuses œuvres pour la flûte, dont des concertos ainsi que de la musique de chambre dont un Quatuor pour 4 Flûtes en sol majeur op. 52.
- Idante ed Asseli ossia La sposa fedele et l'Argent fait tout, 2 ballets (11 août 1790, Milan, La Scala)
- La morte di Geta, (Carnaval 1799 Venise, La Fenice)
- L'officier cosaque, (livret de Cuvelier et J.M. Barouillet), opéra 1 acte (8 avril 1803, Paris, Théâtre de la Porte de Saint-Martin)
- Acis et Galathée, ballet-pantomime, 1 acte (10 mai 1805 Paris, Opéra)

## Sources
- (de) Cet article est partiellement ou en totalité issu de l’article de Wikipédia en allemand intitulé « Luigi Gianella » (voir la liste des auteurs).